# Azteca barbifex
Azteca barbifex este o specie de furnică din genul Azteca. Descrisă de Auguste-Henri Forel în 1906, specia este endemică pentru America de Nord și America de Sud.